# Valle del Colca
El cañón del Colca está ubicado en la provincia de Caylloma. Colca proviene de las palabras Collaguas y Cabanas, dos etnias que habitaban a lo largo del río Colca. Este cañón tiene una profundidad de 4160 m y es el cuarto cañón más profundo del planeta.
La provincia de Caylloma, designada genéricamente como “Colca”, forma parte del departamento de Arequipa, en el Perú, y está ubicada en el extremo noreste de esta región. La provincia tiene como escenario principal el Cañón del Colca y es en su entorno que se han asentado las poblaciones que la identifican.
Caylloma, cuyo nombre proviene de uno de los pueblos del lugar, tiene una superficie de 11 990,24 km² y limita con el departamento del Cuzco por el norte, con las provincias de Camaná y de Arequipa por el sur, con el departamento de Puno por el este, con la provincia de Castilla por el oeste y con la provincia de Condesuyos por el noroeste.
En el 2019, la Unesco declaró como geoparque mundial al Cañón del Colca y Volcanes de Andagua. Es uno de los mayores destinos turísticos del Perú.

## Historia

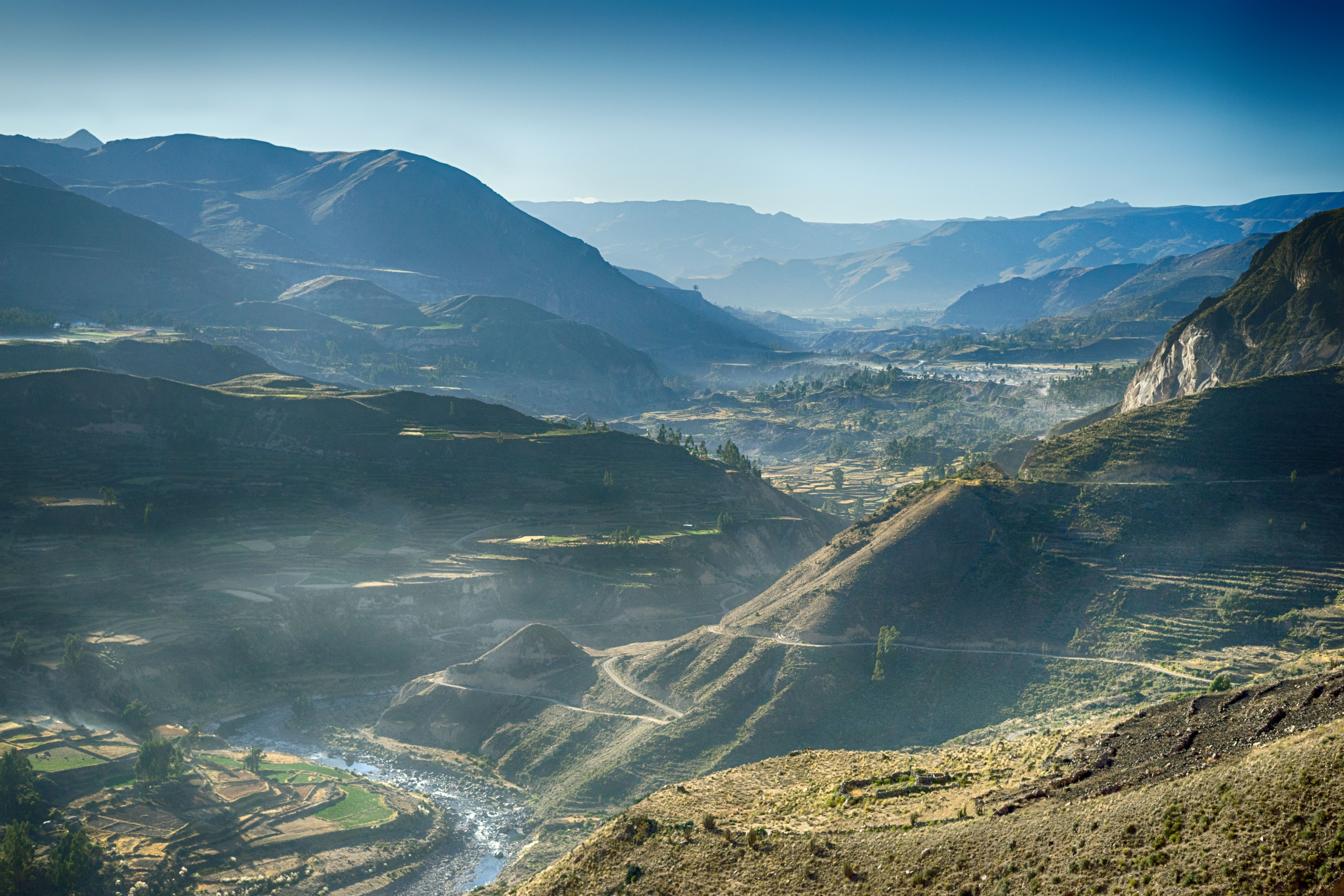
Valle del Colca - Perú.

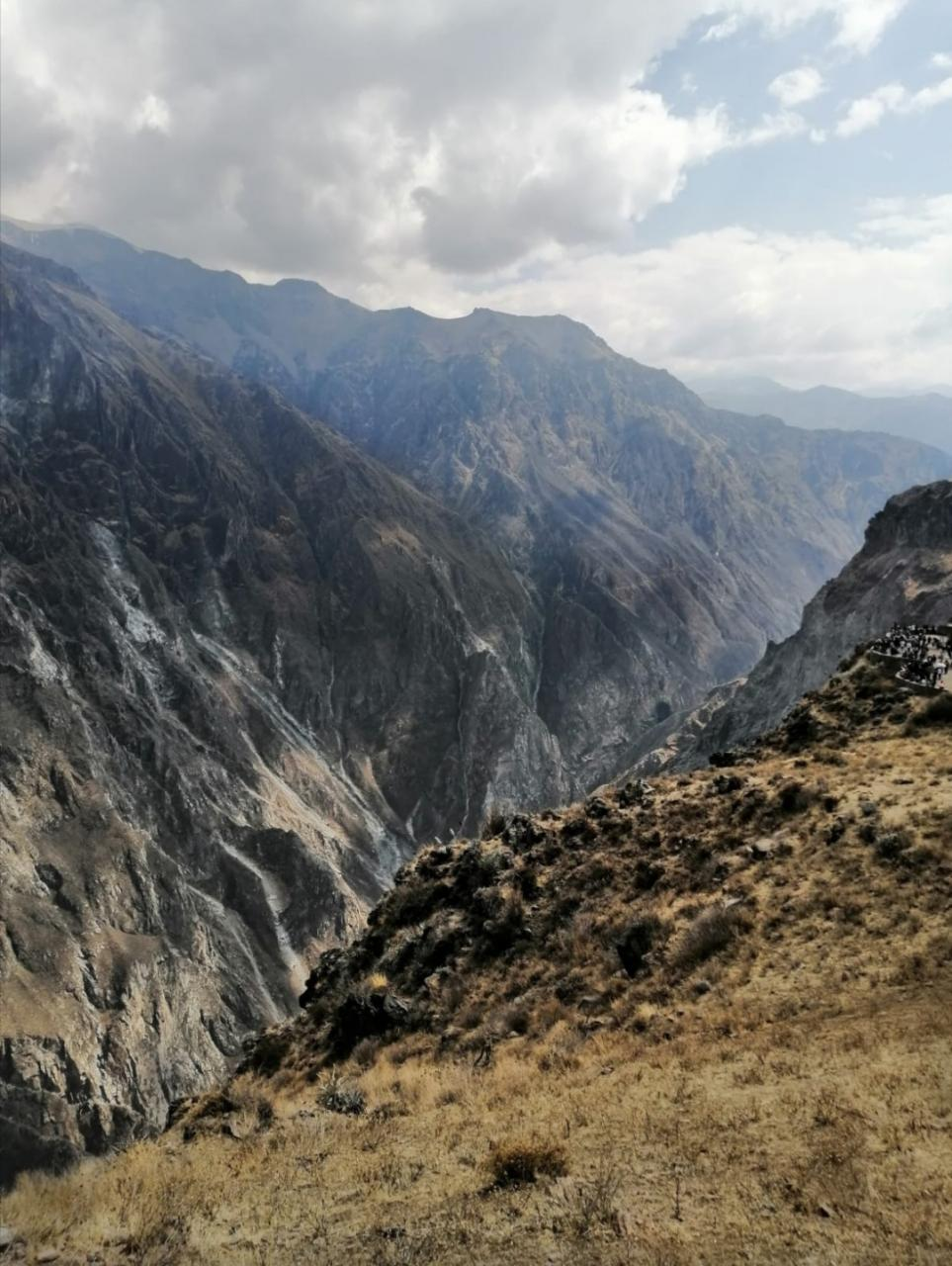
Cañón del Colca (Arequipa) - Paso del Cóndor

A lo largo de miles de años el hombre ha ocupado el Colca, y como producto de esta ocupación, han quedado como resultado muestras de una cultura que ha contribuido con importantes aportes a la humanidad.
Hacia el 5000 a 6000 a. C. cazadores y recolectores recorrieron la zona detrás de las manadas de camélidos sudamericanos y de una serie de especies vegetales que eran la base de su alimentación. De esto han quedado pinturas rupestres e instrumentos líticos en diferentes lugares. La presencia de estas manifestaciones en toda el área donde posteriormente se desarrollarían las naciones Kóllawas, Ccawanas y Ccaccatapay, muestra una remota presencia de cazadores - recolectores en busca de alimentos, quienes de manera paulatina fueron domesticando plantas y animales como lo muestran los dibujos (pintura sobre grabado y relieves) realizados en la Cueva de Mollepunco en Callalli, abrigo rocoso que fue ocupado cuando se daban los procesos de domesticación de los camélidos y la transformación de los grupos de cazadores en criadores de camélidos sudamericanos; en sus paredes existen pinturas que representan las actividades de recolección y caza de animales y también en los grabados en bajo relieve se representan corales con camélidos y hombres jalando con cuerdas de ellos. 
Luego de miles de años, solo a través del trabajo comunitario se pudo realizar la tarea de imponerse a las adversidades del medio y empezar a dominar a la naturaleza. La organización social andina posibilitó que el hombre pudiese vencer las dificultades de este espacio geográfico tan adverso y entre el 200 a. C. y el 600 d. C., luego de este largo proceso de domesticación de plantas y animales, se pasó a una economía agraria en que el hombre del Colca, comienza a construir andenes, desarrollando una agricultura de secano y de esta forma se modificó el paisaje andino dándole una fisonomía peculiar. 
Ya en el 600 d. C. a 900 d. C. el Imperio wari, proveniente de Ayacucho, hizo su aparición en toda esta parte de los Andes, incorporando a su administración a estos poblados. Durante este periodo se establecieron centros administrativos que controlaron los diferentes valles, la agricultura de secano da paso a la irrigación de andenerías a través de canales para lo que se tuvo que recurrir a toda una tecnología constructiva e hidráulica. Destacan de este momento Ccachulli (Tuti) y Achachiwa (Cabanaconde), probables centros administrativos y ceremoniales; la agricultura era la actividad económica de los pobladores de la media - baja del valle mientras que el pastoreo lo fue de las poblaciones ubicadas en zonas altas.
Las muestras encontradas en Cabanaconde se hallan en la muralla que es conocida como “La Trinchera”, edificada en piedra, de gran magnitud en la base del muro y de menor proporción en la parte superior; algunas piedras son trabajadas, mientras que otras muestran una apariencia tosca, recorre laderas y cumbres de pequeños montículos hasta llegar a las paredes naturales que forman el cañón.
También a esta época parece corresponder el yacimiento de Ccachulli (Tuti) que muestra estructuras con planta circular y en forma de bóveda en elevación. Dichos muros están hechos con piedra pircada en doble hilera, unidas por arcilla; aunque es necesario aclarar que el sitio ha sido utilizado desde épocas remotas (finales del pleistoceno o de los cazadores recolectores).
A la descomposición de Wari corresponde el surgimiento de sociedades locales que se van separando de la administración imperial. Es entonces que surgen las sociedades Collagua en el norte y Cabana más al sur y muestra de este periodo se han encontrado las siguientes manifestaciones:
Aproximadamente en 1450 d. C., los Collaguas y Cabanas son incorporados al Imperio incaico por Túpac Inca Yupanqui. Durante esa época Coporaque habría sido el centro de la administración inca.
Acerca de la presencia inca en la zona se han elaborado toda una serie de cuentos y tradiciones, como la del “Mito del Incarri” que en la localidad de Chivay muestra una variante que señala que durante la visita del Inca Mayta Cápac, éste fue concediendo diversos beneficios a los pueblos, como la cebada y la quinua a Chivay; agua a Maca; vientos a Pinchollo; maíz a Cabanaconde; minas de oro y plata a Tisco; el cochayuyo a Sibayo; etc. Estas manifestaciones están relacionadas al control vertical de diferentes pisos ecológicos que lograron los antiguos pobladores, como base de su economía y organización. 
El ingreso de los españoles a la zona se da en 1535. Habitaban el Colca en ese momento los Collaguas y los Cabanas, para el proceso de distribución de tierras a los españoles se distinguieron en la zona tres “repartimientos”, que fueron organizados al parecer de acuerdo a la organización social de los señoríos o curacazgos existentes, es decir Yanquecollaguas, Laricollaguas y Cabana.
Fue Cristóbal Pérez quien recibió la encomienda de Ccawanas, Marcos Retamoso y Alonso Rodríguez Picado recibieron la de Laricollaguas y Gonzalo Pizarro recibió la encomienda de YanqueKóllaguas, que luego pasaría a manos de Francisco Noguerol de Ulloa y luego sería administrada directamente por la Corona Española.
Durante este proceso se tomaron muchas medidas para el control y administración de las poblaciones. Una de ellas fueron las Visitas Reales, censos en los que se obtuvieron datos como que los Collaguas eran de lengua aimara, decían provenir del volcán Collaguata ubicado en la zona de Velille; mientras que los Cabanas, hablaban un quechua diferente al del Cuzco, tenían como Apu al nevado Hualca Hualca y que habían asumido la denominación de Cabana Kunti. Ambas etnias reconocían haberse instalado en el valle, luego de haber expulsado a sus antiguos pobladores.
A modo de diferenciación étnica, practicaban la deformación craneana. Los dos grupos Collaguas (Laricollagua y Yanquecollagua) lo hacían en punta; mientras que los Cabanas, en forma ancha y chata. Estas prácticas fueron prohibidas por orden del virrey Francisco de Toledo. Desde entonces, la diferenciación se haría a través de los sombreros.
Entre 1571 y 1574 Francisco de Toledo llevó adelante una serie de reformas al interior del virreinato, a fin de dar una forma político - administrativa más estable, por lo que se establecieron una serie de pueblos de indios que, siguiendo el modelo español, concentraron a la antes dispersa población. Las reducciones yanquecollaguas fueron: Tisco, Sibayo, Callalli, Tuti, Canocota, Chivay, Coporaque, Yanque y Achoma. Las laricollaguas: Ichupampa, Lari, Maca, Madrigal, Tapay y Caylloma. En tanto que los pueblos cabana fueron: Pinchollo, Cabanaconde, Huambo, Huanca, Lluta y Yura. 
De las diez reducciones establecidas en el repartimiento de Yanquecollaguas, en 1609 no se vuelve a mencionar a Villanueva de Alcaudete de Coymo que, posiblemente se trate de Canocota no señalado antes. En Laricollaguas, este proceso fue más visible, desaparecieron tres reducciones: Las Brocas, Paradines y Puerto de Arrebatacapas que también puede tratarse de Tapay e Ichupamapa no conocidos antes de 1609. Por su parte, Cabanaconde a su vez, se vio muy afectado, desaparecen Las Brocas, Oviedo y la Puente del Arzobispo que quizás sean los casos de Pinchollo y Huambo. Para 1609, de las 24 reducciones habían quedado solo 15.
La evangelización de la zona corrió a cargo de los frailes franciscanos, que desde épocas tempranas recorrieron el Colca estableciendo dos conventos, uno en Yanque dedicado a la Purísima Concepción y otro en Callalli bajo la advocación de San Antonio de Padua. 
Posteriormente, por orden del Padre Comisario Jerónimo de Villacarrillo, los frailes abandonaron el valle en 1581, para dar paso a sacerdotes seculares que se hicieron cargo de la evangelización. Esto obedecía a que dentro de los planes evangelizadores, se envió en un primer momento a los integrantes de las órdenes religiosas que con una estructura ya definida se ocupasen de esa tarea, para luego, con la creación de diócesis y el establecimiento de seminarios, se diese paso a los curas diocesanos.
Esto provocó el malestar entre la población indígena que habían acogido con agrado a los frailes franciscanos, que pidieron su regreso; consiguiendo que tras unos años de ausencia retornasen al valle en 1586, pero ya no a todos los pueblos sino solamente a Chivay, Yanque, Coporaque, Achoma, Tuti, Sibayo, Callalli y Tisco; aunque no sin antes superar la oposición de los seculares. 
Los frailes permanecerían en el valle hasta el siglo XVIII (1788), cuando por orden debieron dejar sus doctrinas. Fruto de este proceso evangelizador son los diferentes templos construidos a lo largo del valle y que evidencian el fervor de la feligresía.

### Las minas de Caylloma
El año de 1626 marca un hito fundamental en la historia del pueblo de Caylloma y del Valle del Colca, en ese año fue descubierto el mineral de Caylloma, "por los hermanos Gamero, vecinos de Pampacolca" a estas ricas minas de plata se les conoció como Santa Sara, San Cristóbal y Vicuñas; en otro cerro, el de los Apóstoles, la mina de San Judas Tadeo y posteriormente muchas otras que permitieron la fundación de 22 trapiches en la zona.
Las minas de Caylloma producían plata de fácil beneficio, pues eran "de crudo como dicen los profesores: y cuando más han necesitado mezclarse los de una veta con otra". El mineral de Caylloma, cuyos depósitos de plata se encontraban en las cercanías del pueblo, hizo que los habitantes del valle no pudieran eludir la total imposición de la mita minera, la cual se prolongaría hasta finales del XVII desligándolos por otro lado del eje económico de Potosí.
En 1631, el gobierno virreinal dispuso la instalación en Caylloma de "Cajas Reales con la Callana de fundición” que duraron hasta 1781 cuando se mandó a que se trasladaran a Arequipa. La situación del mineral de Caylloma era privilegiada, pues, aunque su clima fuera frigidísimo debido a que su altura, reunía un conjunto de ventajas evidentes; tenía, en primer lugar, acceso a una reserva potencial de mano de obra cercana en el valle del Colca y los valles vecinos.
Pronto Caylloma, un pueblo erigido a dos leguas del asiento de la población original denominada Cucho (que era anexo de Lari), se transformó en un activo y bullicioso centro poblado, con la fisonomía general de tales agrupaciones humanas. "Muchos son los casos que se refieren de este mineral, nacidos del desorden excesivo de sus gentes, como muertes, riñas, desafueros y fuegos que no se podrían sobrellevar". La minería convirtió a Caylloma en el único pueblo que con propiedad podría denominarse "pueblo de españoles", mientras que en los pueblos del valle la población se mantuvo dominantemente indígena a lo largo de la época colonial.
Tan importante fue la producción minera de Caylloma que el virrey conde Chinchón las denominó como el tercer yacimiento de importancia después de Potosí y Huancavelica. 
Este fenómeno económico hizo que pueblos como Caylloma, Tisco, Sibayo y Callalli entrarán en auge debido a su cercanía con la zona minera, mientras que las zonas de producción agrícolas como Yanque, Lari y Chivay empiezan a decaer grandemente, las poblaciones abandonan las andenerías y empiezan a aparecer problemas de desnutrición, hambre, epidemias y mortandad.
Estas minas entran en crisis luego de la rebelión de Túpac Amaru II cuando en 1780 las Cajas Reales fueron llevadas a Arequipa, debido a comprobados ataques contrabandistas en la zona para la evasión del pago de impuestos.
Las primeras décadas de vida republicana fueron de transición para el Colca, Collaguas se transformó en una provincia del departamento de Arequipa, siendo sus poblados convertidos en distritos. La capital de esta Provincia de Caylloma pasó a ser primero Caylloma, luego Yanque, Cabanaconde, Yura, y, finalmente, a partir de la década de 1930, Chivay.
El Proyecto Majes significó cambios bruscos en la fisonomía del Colca con la construcción de carreteras, canales, represas, túneles; rompiendo el aislamiento de la zona.

### La maldición del Colca
El valle ha sido escenario de trágicas desapariciones y muertes de viajeros nacionales y extranjeros. Dos casos emblemáticos marcaron la historia del valle: el de Ciro Castillo en 2011 y el de Natacha de Crombrugghe en 2022.El lugar ha sido señalado como maldito debido a varias desapariciones que terminaron en muertes. Como resultado, muchas personas evitan acudir al sitio, especialmente si están solas, por el temor de que ocurra otra tragedia y nadie pueda localizarlas.
Ciro Castillo, un estudiante peruano de 26 años, desapareció el 4 de abril de 2011 mientras caminaba por el valle con su compañera Rosario Ponce. Después de días de búsqueda, Rosario fue encontrada con vida el 13 de abril, mientras que el cuerpo de Ciro fue hallado el 16 de octubre, confirmándose su muerte por politraumatismos tras una caída de 900 metros en el área conocida como Las Torres.
Años después, el 23 de enero de 2022, la turista belga Natacha de Crombrugghe, quien viajaba por Perú, desapareció en el mismo valle. Tras intensas búsquedas, su cuerpo fue encontrado el 23 de septiembre entre unas rocas, y el 6 de octubre se confirmó su identidad. Las autoridades investigaron si su muerte fue un accidente o un homicidio, pero el caso sigue siendo un misterio. Además, un joven llamado Kevin Ramos desapareció en la misma zona en enero de 2022, lo que aumentó la preocupación sobre la seguridad en el Valle del Colca.

## Población
Colca es un valle interandino poblado y desarrollado por tres etnias: los Kollawas, los Cabanas y los Ccaccatapay.
- Los Kollawas que ocupaban la zona oriental de la cuenca del río.
- Los Cabanas que estaban en la zona occidental del río Colca.
- Los Ccaccatapay que se asentaron en lo más profundo del centro del cañón del río Colca en lo que hoy es el distrito de Tapay.

Estos fueron grandes trabajadores ganaderos, agrícolas y artífices de canales de riego y andenería, sin embargo también se encuentran restos de culturas prehistóricas y por supuesto incaicos.
Las cabeceras del Valle del Colca están por encima de los 4000 m s. n. m. siendo exclusivamente para el uso ganadero, bajando suave pendiente que va cambiando su ecología a zona agrícola llegando a los 3000 m s. n. m. donde el valle se estrecha y comienza el Cañón del Colca de 100 km de longitud con una profundidad de 4160 m.
Además de su riqueza agrícola se le suma sus Iglesias, muchas de ellas de notable arquitectura y valiosas piezas de arte religioso; sus costumbres y tradiciones que muestra en su artesanía de cada uno de sus pueblos.
En las cuevas del Valle del Colca se encuentran pinturas y grabados con más de 7000 años de antigüedad representando escenas de caza, camélidos (guanacos, llamas, etc.), zorros, figuras humanas, representaciones astrales como el Sol, la Cruz del Sur, aves y muchas otras figuras, que prueban el paso de los varios asentamientos humanos, durante miles de años que dejaron huellas de su existencia.
Actualmente Colca es uno de los principales atractivos turísticos del Perú y destino turístico para el mundo por lo que es visitado por turistas de todo el mundo.

### Iglesias
El Valle del Colca muestra numerosas iglesias desperdigadas por todo el valle, que congregan lo mejor de las corrientes arquitectónicas y artísticas europeas con los ingeniosos aportes decorativos de la población nativa. El resultado fue un rico estilo barroco mestizo, con influencias de Arequipa y Cusco. Cada una de las iglesias destaca por alguna peculiaridad propia; algunas están construidas completamente con la piedra volcánica de sillar; otra tan solo en sus soberbias fachadas; otras guardan singulares pinturas y esculturas en sus interiores; otras son tan antiguas como los primeros años de la conquista.

### Artesanía

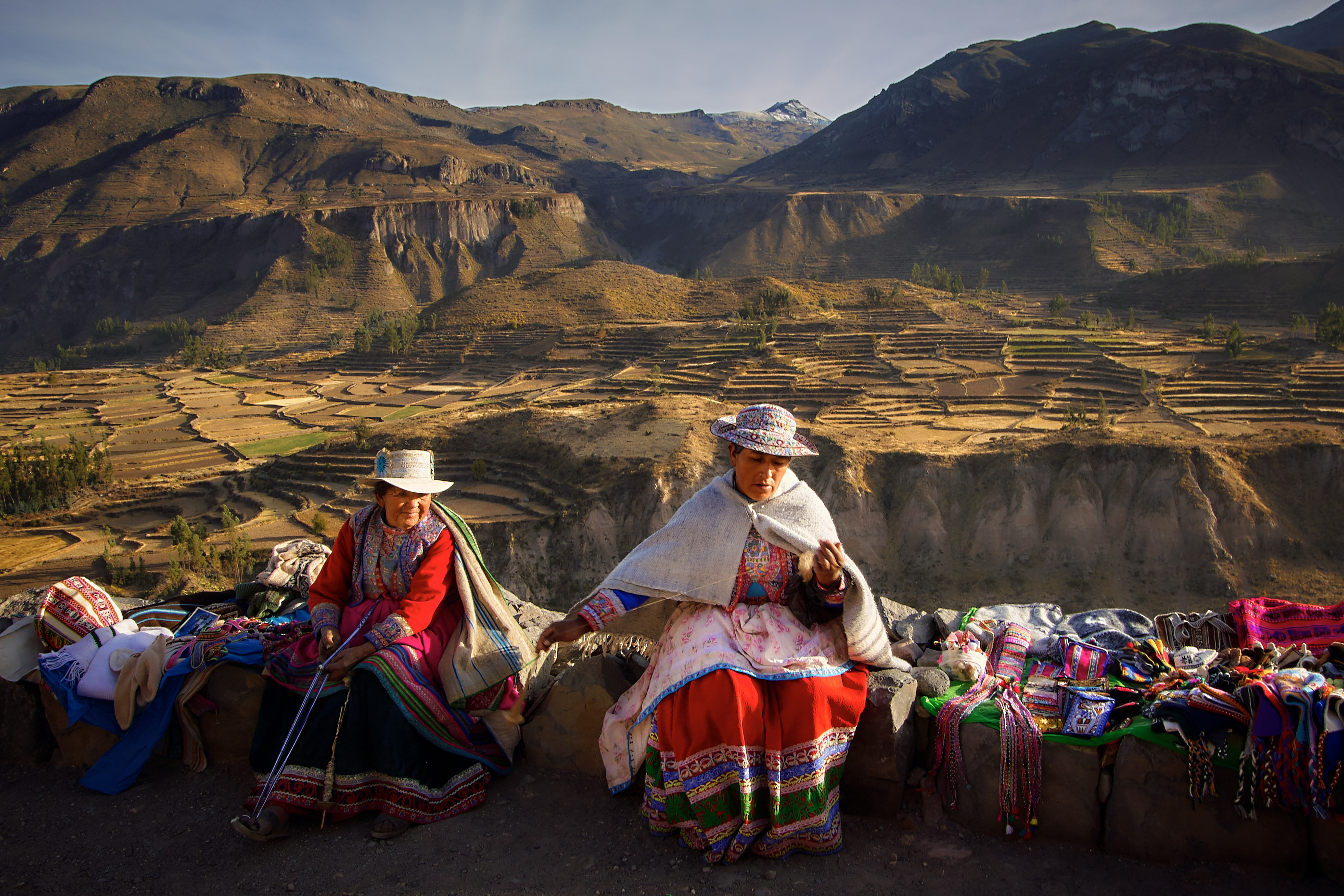
Vendedores de recuerdos en el Cañón del Colca (Perú).

Las principales expresiones folclóricas del Colca se suelen representar en los días de fiestas costumbristas. Entre ellos los más conocidos el Wititi, el Qamili, el Tincachi, los Carnavales, el Turcu Tusuy y las Corridas de Toros, mostrando su gran peculiaridad en el desarrollo de su artesanía.
En su artesanía destaca los bordados con los que las mujeres embellecen sus trajes y sombreros típicos. Además, los tejidos a base de fibra de alpaca y llama elaborados localmente por los pueblos de la parte alta.

## Características del valle
El Valle del Colca ha sido sujeto a una serie de procesos que han modelado su fisiografía hasta llegar a formar su paisaje actual; diversos agentes han actuado ocasionando el desgaste y la modificación del Valle del Colca a través de las diversas eras geológicas.
Este valle interandino no se sabe longitudinal, tuvo su formación relacionada con procesos de fallamiento ocurridos en las etapas finales del Levantamiento Andino. 
Los paisajes montañosos se presentan desde los 3000 m s. n. m. hasta los 5000 m s. n. m. con pendientes pronunciadas, en ellas la erosión del agua ha provocado la formación de fosos profundos, las tierras aquí son apropiadas para el pastoreo, ya sea basándose en el aprovechamiento de las pastos naturales temporales, permanentes y semipermanentes, son distritos netamente ganaderos y alpaqueros Tisco, Callalli y Sibayo.
De Tuti a Madrigal el valle es amplio, en él se ubican algunos poblados, estas son superficies con pendientes suaves hacia el río Colca, en estas zonas las tierras tienen aptitud y son aprovechadas para los cultivos.
De Pinchollo a Cabanaconde, el valle presenta un terreno de pendiente suave, que comúnmente forma una terraza aproximándose hacia el encañonamiento del río Colca.
Debajo de este nivel empiezan las pendientes que bordean los 60° de inclinación, es común observar paisajes con acantilados verticales de cientos de metros de desnivel con una perfecta disyunción columnar, como los que se observan camino al Oasis, Tapay, Cosñirgua, San Juan de Chuccho o Malata. La margen derecha tiene una pendiente fuerte y continua desde la cima del nevado Bomboya hasta el fondo del cañón.

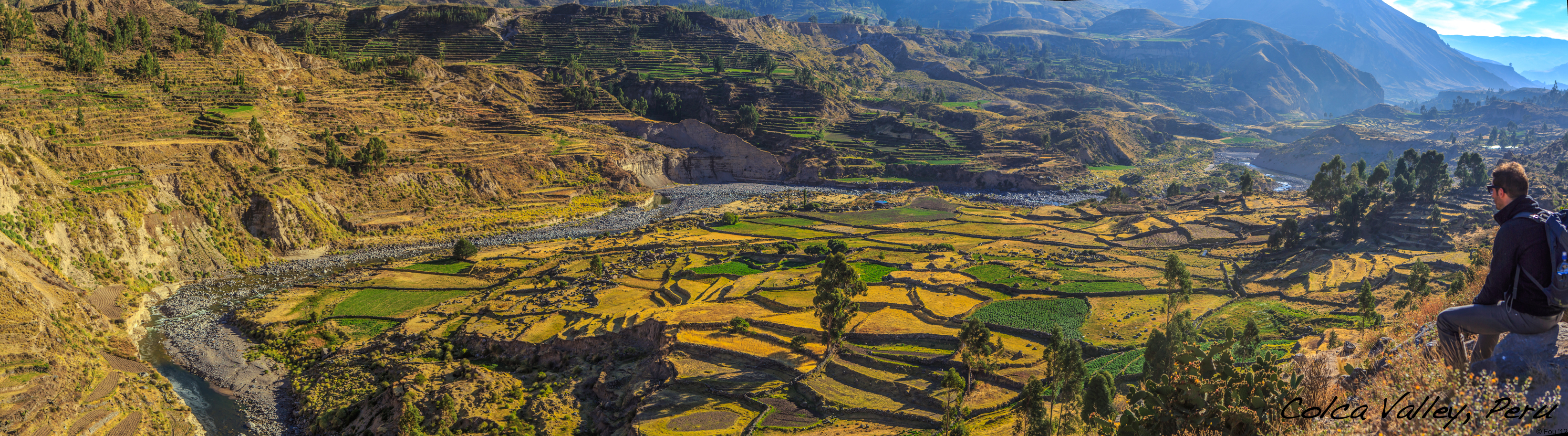
Colca, Perú.

### Aguas termales y géiseres
Otra de las principales características del Valle del Colca es la presencia de aguas termales, desde Caylloma hasta Canco, con una disminución progresiva de la temperatura del agua, así como un cambio en su composición química, desde sulfurosas a carbonatadas, la composición química de las aguas es mayoritariamente de Ca, Zn, Fe, C, sales y otros, con una temperatura máxima de 85 °C en la salida del manantial. 
La presencia de géiseres en el centro poblado de Pinchollo, Distrito, Cabanaconde, nos indica la presencia de focos volcánicos calientes cercanos. Estos se originan cuando el agua subterránea aflora a la superficie, generalmente a través de una fisura. Su temperatura se debe al contacto del agua con las rocas en fusión.

## Hidrografía

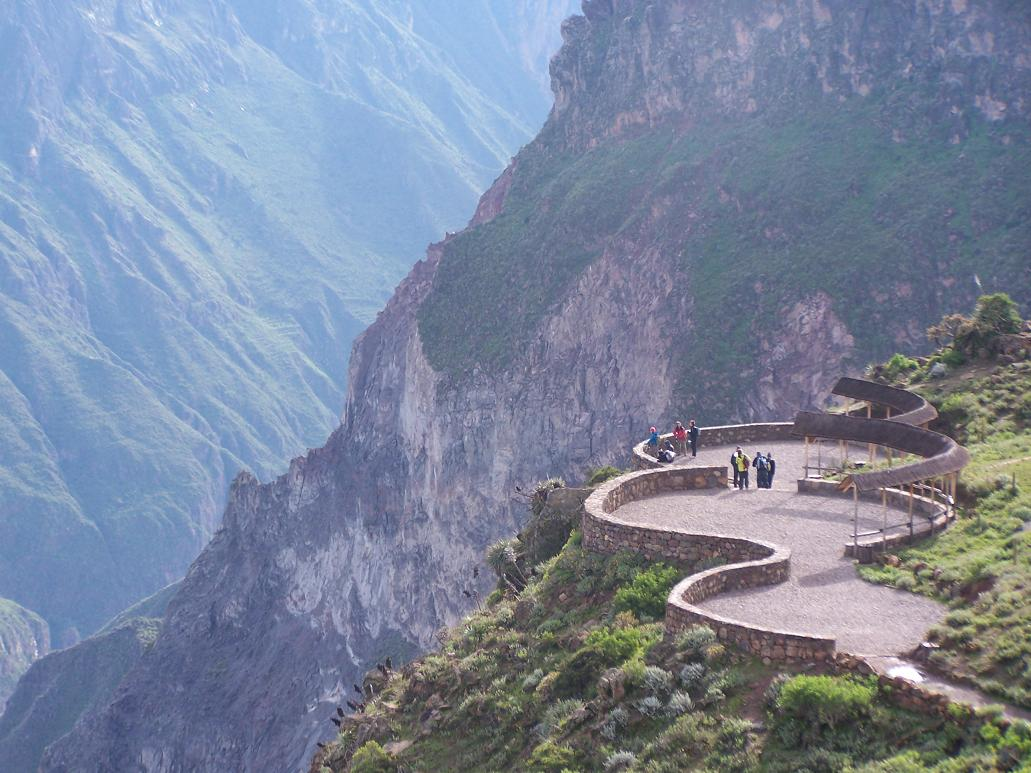
"Mirador la Cruz del Cóndor" en el Cañón del Colca.

El río de Colca comienza en los Andes, en el alto de Condorama Crucero. El Valle propiamente dicho empieza donde el espacio cultivable de sus márgenes se vuelve más ancho. Los circuitos turísticos tradicionales comienzan en el Valle cerca del pueblo de Chivay, al pie del Nevado Mismi, el origen más lejano del río Amazonas. Es desde este sector donde los andenes o terrazas de cultivo, formando curvas caprichosas a lo largo de las márgenes del río, dominan el paisaje. 
Luego de su paso por la antigua población de Maca, la pendiente del río aumenta notablemente y el río se va alejando en profundidad del nivel del valle en el que se encuentran las poblaciones. Es aquí donde empieza el Cañón del Colca propiamente dicho. Alcanza su mayor profundidad cerca del famoso mirador de Cruz del Cóndor. Es uno de los cañones más profundos del mundo, con 3670
o 3200 m
de profundidad. Luego de un descenso notable, caracterizado por lo que los piragüistas consideran algunos de los mejores rápidos del hemisferio occidental, el río toma el nombre de Majes al entrar al Valle del mismo nombre. Finalmente, y luego de un descenso mayor hacia la costa del océano Pacífico, el río toma el nombre de Camaná y desemboca en el mar cerca de la ciudad del mismo nombre.

### El río Colca
El río Colca tiene su origen en las alturas de los cerros Yaretane y Torre, ubicados a 4750 m s. n. m., alimentando sus cursos de agua primordialmente con las precipitaciones que caen en las alturas del flanco Occidental de la Cordillera de los Andes y con los aportes de precipitaciones y aguas subterráneas (manantiales), así como de los diferentes riachuelos ubicados en ambas márgenes.
El río Colca cuenta con más de 129 km de recorrido, con dirección Suroeste-Noreste, drena sus aguas hacia el océano Pacífico. Por el lado izquierdo está flanqueado por una cadena de montañas de origen volcánico, entre las que destacan el Ampato, Sabancaya y Hualca Hualca, mientras que por el lado derecho se alinea la cordillera volcánica del Chila, que incluye al Mismi (5598 m s. n. m.), donde se sitúa el origen más remoto del río Amazonas. En su recorrido toma varios nombres: al confluir con el río Andamayo toma el nombre de río Majes y al confluir con el río Pucayura, cerca de la costa, toma el nombre de río Camaná.
En la mayor parte de su trayecto el río es encajonado en un valle profundo, limitado por cadenas montañosas interandinas. En las altiplanicies encontramos la mayor cantidad de bofedales, producto de las filtraciones del río.
Actualmente las terrazas en el río Colca han quedado colgadas. En ellas se desarrolla el total de la actividad agrícola de la cuenca del Colca. Las quebradas tienen taludes casi verticales, donde ocurren deslizamientos en tiempos de lluvias, facilitando la presencia de depósitos lacustres. 
El río Colca presenta en su recorrido tramos largos de fondos estrechos, labrados generalmente sobre roca volcánica. En la parte del valle medio su recorrido no corta roca ígnea alguna y por lo tanto su cauce presenta un trazo recto.
El encajonamiento del río Colca tiene su origen en el periodo de formación de valle, en la etapa final del Levantamiento Andino. La deflexión de Abancay habría dado lugar a depresiones, zonas de debilidad y macizos elevados, que de alguna forma ejercieron un control en la dirección de los cursos de agua y formación de cuencas lacustres. Posteriormente a todos estos procesos, la profundización actual se ha producido mayormente por erosión fluvial, es decir, la rotura del nivel de base debido al brusco y repentino (en tiempo geológico, naturalmente) levantamiento de los Andes ocasionó el encajonamiento del río.

### Lagos, lagunas y caídas de agua
En el Valle del Colca es común encontrar una diversidad de cuerpos de agua, producto de embalses, deshielos o acciones del río. Laguna Pampa Blanca, Laguna del Indio, Dique de los Españoles, Presa de Pillones, Cataratas del Río Sumbay, Catarata de Chullca, Cascada de Tahuaysa, La Cascada de SacsahuaniLaguna encantada de Guañanchigua, Laguna Lekempe, Laguna de Tres Colores, Laguna Lorocca, Catarata de Fure, Catarata de Huaruro, Manantial de Octo, Laguna de Pariguanacocha, Laguna de Ajuyani, Cataratas de Llillirop’ausa, Catarata de Serenayoc P’ausa, Catarata de Aquenta P’ausa, Laguna de Mamacocha, Laguna de Okoire, Catarata de Pis, Laguna Huarachuarco, Laguna Wilafro, Laguna Carhualaca, Laguna Lloquechocho, Laguna Samacota.

## Orografía
El Altiplano en el Colca está representado por una extensa meseta que se desarrolla a altitudes entre 4000 y 4500 m s. n. m. Ésta es una superficie casi llana o suavemente ondulada, sobre la cual destacan cerros y volcanes que sobrepasan los 5000 m s. n. m. Es en estas superficies donde sobresalen volcanes como el Ampato, Firura, Sabancaya, Hualca Hualca, Huarancante, Quehuisha, Mismi, etc. En los lugares mencionados se pueden observar zonas de nieves persistentes, con la presencia de glaciares, lagunas glaciarias y restos de morrenas, como testimonios de que estas zonas han estado sometidas a la acción erosiva de glaciares durante algunos periodos.
En la actualidad como consecuencia de la reactivación de la actividad volcánica del volcán Sabancaya, el área está sufriendo cambios bruscos en su topografía, por el deshielo del Nevado Hualca-Hualca, los cuales al producir huaycos de barro y piedras, están cambiando la fisiografía de la zona, afectando inclusive áreas del valle. A causa de su deshielo parcial, el volcán Ampato marcó historia en Arequipa y en el mundo, cuando en 1995 ocurrió el hallazgo de la Momia Juanita, niña probablemente sacrificada como ofrenda a los Apus, durante el periodo inca.

### El Cañón del Colca

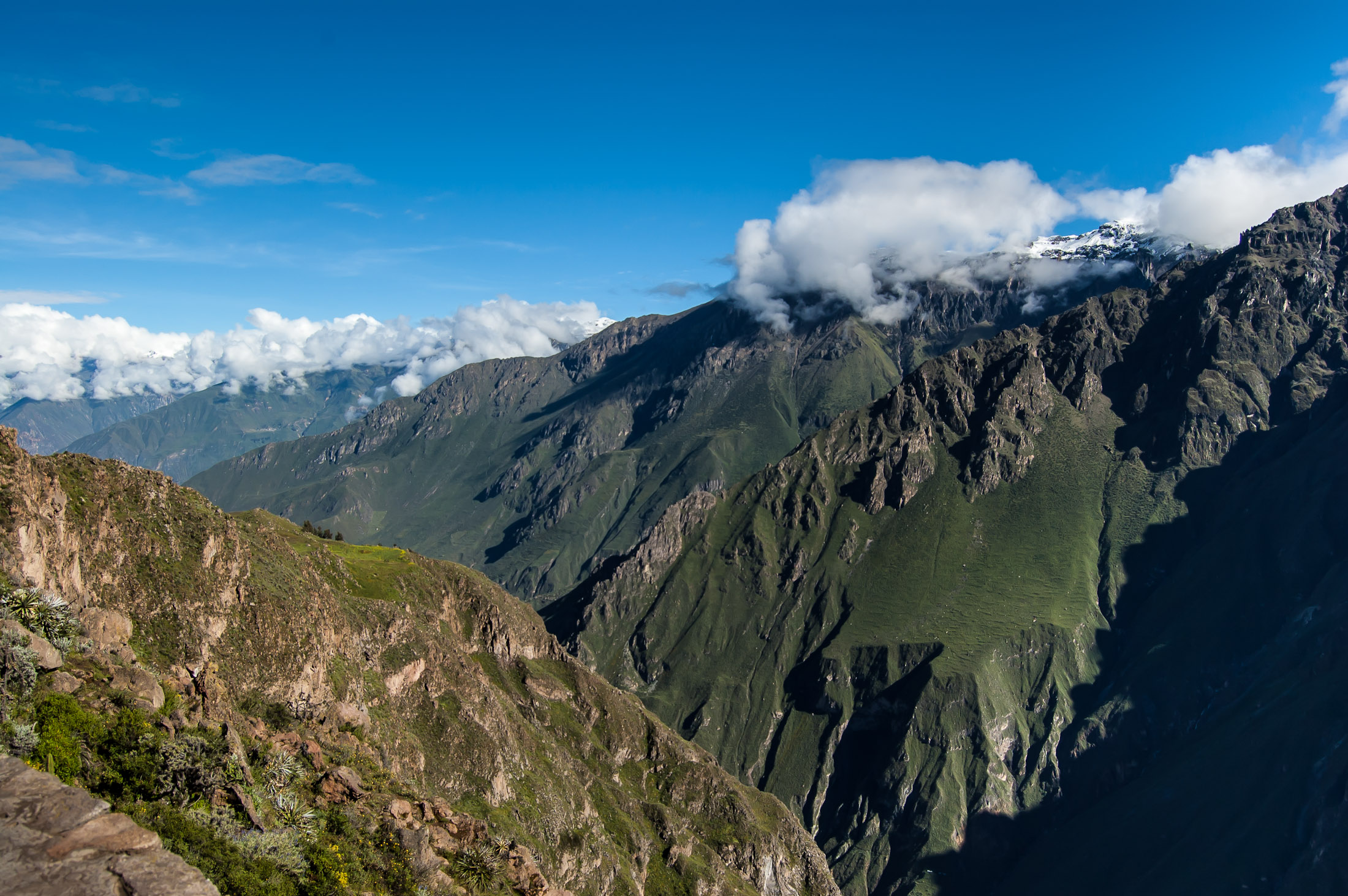
El Cañón del Colca.

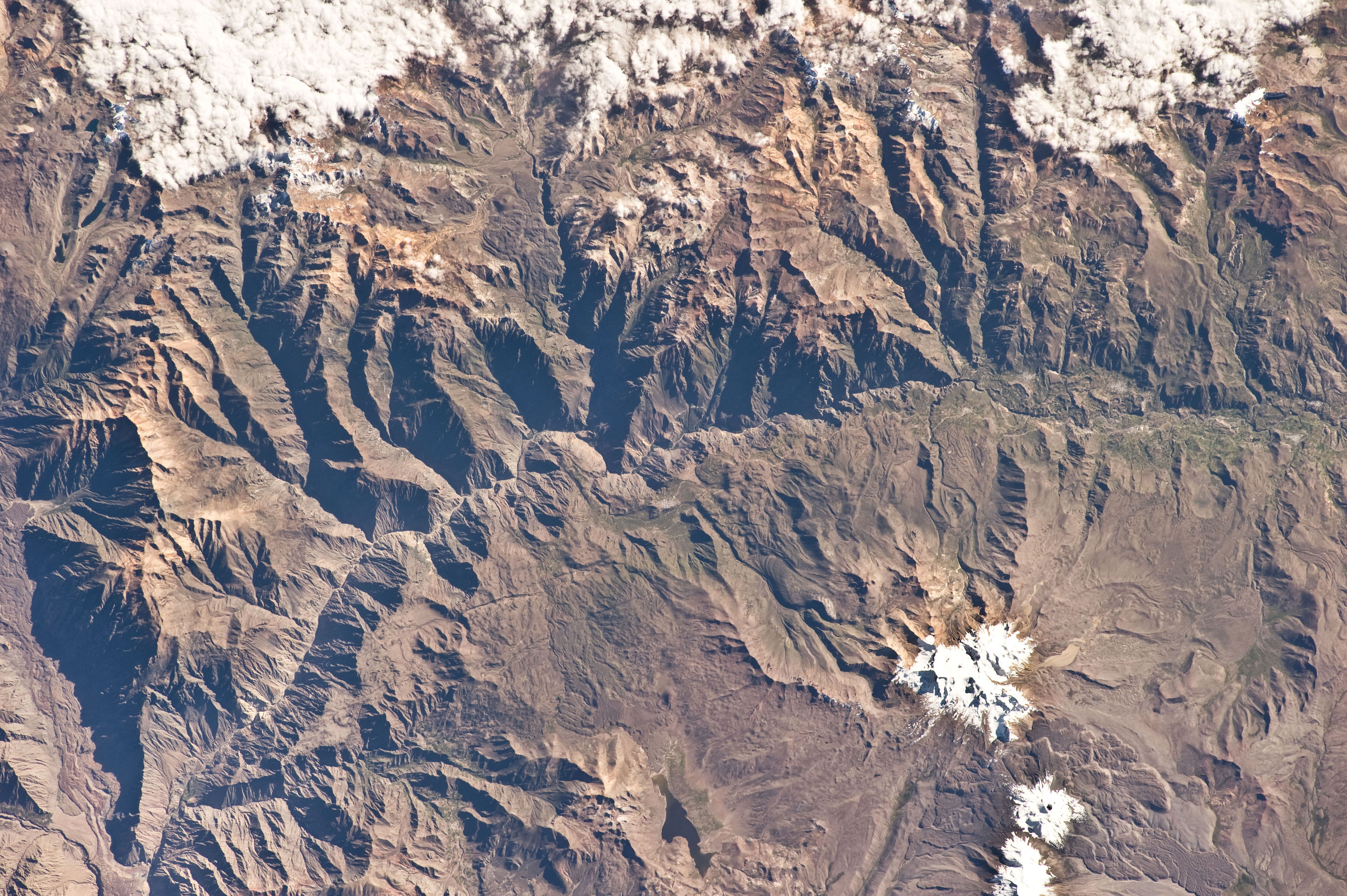
Imagen satelital del Cañón del Colca (centro) y el volcán Sabancaya en la parte inferior derecha.

En 1981, una expedición polaca, luego de estar internados 33 días dentro de cañón, midió con aparatos de poca precisión y estimaron que tenía 3250 metros de profundidad.
En la última expedición realizada al Cañón del Colca en 2005, encabezada por el matemático y expedicionario polaco Andrew Pietowski se reveló que en la zona adyacente a la localidad de Quillo Orco, en el distrito de Huambo, la profundidad del Cañón Colca alcanzaba 4160 m en el lado norte y 3600 metros en el lado sur colocancodele así como el segundo cañón más profundo del mundo, después del cañón de Yarlung Tsangpo, en China, que mide 5590 m. El investigador polaco explicó que las mediciones varían con el paso de los años debido a varios factores, entre ellos, el hundimiento del lecho del río y el uso de tecnologías cada vez más precisas. 
La formación de Cañón del Colca se dio aproximadamente en las etapas tectónicas Andina y Quechua, es decir, en los últimos 150 millones de años, pero su proceso de profundización se debe a varios factores como el crecimiento de la Cordillera de los Andes, desglaciaciones durante el Cuaternario y principalmente por los procesos erosivos acelerados causados por el río Colca. Finalmente, la formación del primitivo Cañón Colca debe haberse iniciado aproximadamente hace unos 10 millones de años atrás, pero su forma actual corresponde probablemente al último millón de años, es decir al Cuaternario. 
La morfología del gran Cañón del Colca se vio influenciada por las actividades volcánicas del Sabancaya y Hualca Hualca, ocurridas dentro del último millón de años, cuyos depósitos formaron un dique natural de más de 5 km de base y 500 m de altura, entrampando al río Colca por cientos a miles de años, generando así la formación de un gran lago, que se habría extendido desde el poblado de Madrigal hasta Yanque. Luego de miles de años se produjo la ruptura abrupta del dique originando la profundización actual del cañón. Es en esta etapa que el cañón del Colca se presenta como un desfiladero de varios metros de profundidad y poco ancho, que localmente se angosta en los parajes Incasaltana y Puente Inca; se profundiza aguas abajo, para transformarse abruptamente en un cañón de grandes proporciones con pendientes que bordean los 60° de inclinación, es común encontrar acantilados verticales de cientos de metros de desnivel con una perfecta disyunción vertical (Oasis-Cabanaconde). La margen derecha tiene una pendiente fuerte y continua desde la cima del nevado Bomboya hasta el fondo del cañón.

### Formaciones rocosas
Los monolitos o bosques de piedra también son comunes en las inmediaciones del Cañón del Colca. Estas rocas de formas caprichosas sobresalen del resto del paisaje, su presencia se debe probablemente a explosiones volcánicas o bien a plegamientos fracturas o fallas, que han sido sometidas a fuertes acciones de intemperismo o erosión, tanto hídrica como eólica. También es común observar paredes y columnas pétreas en todo el cañón. Estas formaciones rocosas conservan su posición de enfriamiento original vertical y horizontal y siguen en proceso de erosión por la acción del viento y la lluvia. Otras formaciones que presenta la zona son cavidades naturales (grutas, cavernas, cuevas). En algunas de las grutas existen vestigios de culturas pasadas, restos humanos, objetos de metal, cerámica, fósiles, petroglifos.

## Biodiversidad
La diversidad de pisos altitudinales, el relieve y la exposición y otros factores determinan la presencia de una gran variedad de biodiversidad en el Valle del Colca. Podemos encontrar diferentes especies de plantas y animales, muchos de ellos se encuentran en proceso de extinción y otros en estado de protección.
Tenemos entre algunos de ellos, las siguientes especies:

### Flora representativa
A pesar de las condiciones extremas encontramos una flora diversa enfocada por cerca de 300 especies, de las cuales algunas son usadas como medicinales, otras como combustible, otras como tintoreras, y otras como pasto nutritivo para el ganado domesticado y los animales silvestres.
El Valle del Colca es diferenciado por su altitud y clima donde encontramos praderas naturales erosionadas por el excesivo pastoreo y la extracción de algunas plantas por el poblador local.

#### Zonas agrícolas y andenes
Las áreas agrícolas tradicionalmente se hallan asociadas principalmente a los cursos de agua, como en el caso de las cuencas del río Colca; en el valle del Colca esta formación está compuesta por andenes que son laderas transformadas en terrazas para atrapar sedimentos sólidos y almacenar la humedad, y en Huanca y Lluta directamente en laderas; se les encuentra desde los 3000 hasta los 4000 m s. n. m., son laderas manejadas por el poblador andino por varios siglos para cultivo de plantas alimenticias nativas, como la papa, el maíz y la quinua, especies introducidas como el trigo, la cebada, la alfalfa y una serie de especies frutales y agrícolas de pan llevar.

#### Bosques de queñua
Se localiza en terrenos de relieves accidentados o fuertemente accidentados, entre los 3800 y 4000 m s. n. m. El queñual constituye un bosque natural residual, conformado por comunidades de árboles achaparrados y retorcidos pertenecientes al género Polylepis.
El queñual representa una fuente energética de gran valor para el campesino; debido a sus peculiares condiciones caloríficas, los árboles de este bosque han sufrido una explotación indiscriminada por parte de los carboneros y leñadores hasta tal punto que hoy solo constituyen relictos de bosque. También constituye el recurso forestal de porte arbóreo más importante de la provincia de Caylloma. El mejor conservado se encuentra entre Cabanaconde, Huambo y Huanca. Se calcula que en la actualidad debe existir alrededor de 10 000 hectáreas de bosque de queñua en toda la provincia.

#### Ichu o Césped de Puna
Se localiza entre 3800 y 4700 m s. n. m. Esta cubierta vegetal es utilizada principalmente como forraje basado en pastos naturales, destinada a camélidos sudamericanos.

#### Bofedal
Se localiza en terrenos depresionados con problemas de mal drenaje, comprendidos aproximadamente entre 4200 y 4700 m s. n. m. La vegetación está compuesta de especies de porte arrosetado y tipo césped que permanecen siempre verdes durante todo el año; esta vegetación pegada al suelo soporta un intensivo pastoreo por parte de los camélidos sudamericanos principalmente.

#### Yareta
Se localiza sobre terrenos de topografía muy accidentada, comprendido entre 4500 y 5000 m s. n. m. Debido a las condiciones ambientales limitantes, solo es posible el desarrollo de una vegetación hemicriptofítica, de porte almohadillado, muy dispersa y con poca diversidad florística, siendo esto más severo en los niveles altitudinales superiores, donde es mayor la presencia de afloramientos líticos y la ausencia total de la vegetación. Podemos encontrar poblaciones alrededor de los cerros más altos y nevados, en lugares como Patapampa, Pampa de Arrieros, Chucura y la bajada a Chivay.

#### Cactáceas columnares
Pueden ser observadas entre los 2300 y 3000 m s. n. m. Crecen solo en la época de lluvia. Cuando las condiciones de humedad son buenas, los arbustos que la mayor parte del año se observan secos reverdecen. Las especies más abundantes son Corryocactus brevistylus en las alturas y Echinopsis peruviana en los valles.

#### Tolar
Ubicado entre los 4000 y 4500 m s. n. m., se encuentran en áreas suaves con colinas y laderas de poca a mucha pendiente, de suelos arenosos o arcillosos y pedregosos. Antes de los problemas de sobreexplotación la tola media más de 1 m de alto. Ahora solo llega a 40 cm.

#### Rodal dePuya raimondii
Se encuentra cerca al pueblo de Huambo, en la ladera noroeste del cerro Tururunka, se le ubica cerca de los 3800 m s. n. m. La población no es muy abundante, se han podido contar cerca de 150 unidades. También pueden encontrarse en menor cantidad en el distrito de Madrigal. Esta planta mide cerca de 8 m de altura, 3,5 m de tallo con hojas en forma de roseta y unos 4,5 m de escapo floral con cerca de 2000 flores en cada inflorescencia. También podemos encontrarla en algunos distritos como Tapay y Madrigal.

### Fauna
La fauna de la provincia de Caylloma, pese a encontrarse en un hábitat con condiciones desérticas y de alta montaña presenta una elevada biodiversidad. En la actualidad se han registrado 231 especies de vertebrados especialmente adaptadas. El hábitat de estas especies son algunos ecosistemas específicos como el bofedal, el queñual o la laguna.
De esta variada fauna destacan los siguientes ejemplares: el cóndor, la parihuana, la llama, el huanaco, la alpaca, la vicuña, la taruca, el zorro, la vizcacha, entre otros.

#### En vías de extinción

##### Taruca o venado andino
La taruca (Hippocamelus antisensis) en un cérvido que habita en alturas sobre los 3500 m s. n. m. Posee sus pezuñas perfectamente adaptadas para la marcha en terrenos pedregosos, su tronco y cabeza son relativamente gruesos en comparación con sus patas, la altura de los ejemplares adultos al nivel de la cruz o alto del dorso es de entre 70 a 80 cm siendo más corpulentos los machos. Poseen cuernos de hasta 30 cm de longitud.[cita requerida]

##### Osjollo
El osjollo o gato andino (Leopardus jacobita) es un felino que presenta una amplia distribución geográfica en América del Sur. Habita variados hábitats desde las altas cumbres andinas hasta las regiones costeras, aunque no ingresa a las áreas amazónicas. En Arequipa existe solamente un reporte formal de su existencia; sin embargo, Caylloma se encuentra dentro de su rango de distribución y ha sido avistado por algunas personas.[cita requerida] Aunque en la actualidad es escaso, en el pasado fue más abundante a decir de los pobladores. Se les ha registrado en roqueríos, matorrales y pajonales generalmente alejados del hombre.[cita requerida]

##### Guanaco
El guanaco (Lama guanicoe) es el mamífero silvestre de mayor talla de los Andes, herbívoro por excelencia. En Caylloma —como en todo el país— se ha notado una constante declinación. Esta especie sufre severa presión por cazadores, al parecer en algunas áreas de su distribución ha ocurrido una disminución de la calidad del hábitat.[cita requerida]

##### Parina de James
La parina (Phoenicoparrus jamesi) es un flamenco que habita en los Andes centrales, principalmente en salares altoandinos. En Arequipa se les ha reportado en tres sitios, un ejemplar en Mejía, otro en Quese quese en Caylloma y también la laguna de Salinas, donde habita una pequeña población. Es también muy especializado ya que se le encuentra en bofedales inundados y aguas salinas someras.[cita requerida]

#### En situación vulnerable

##### Cóndor andino

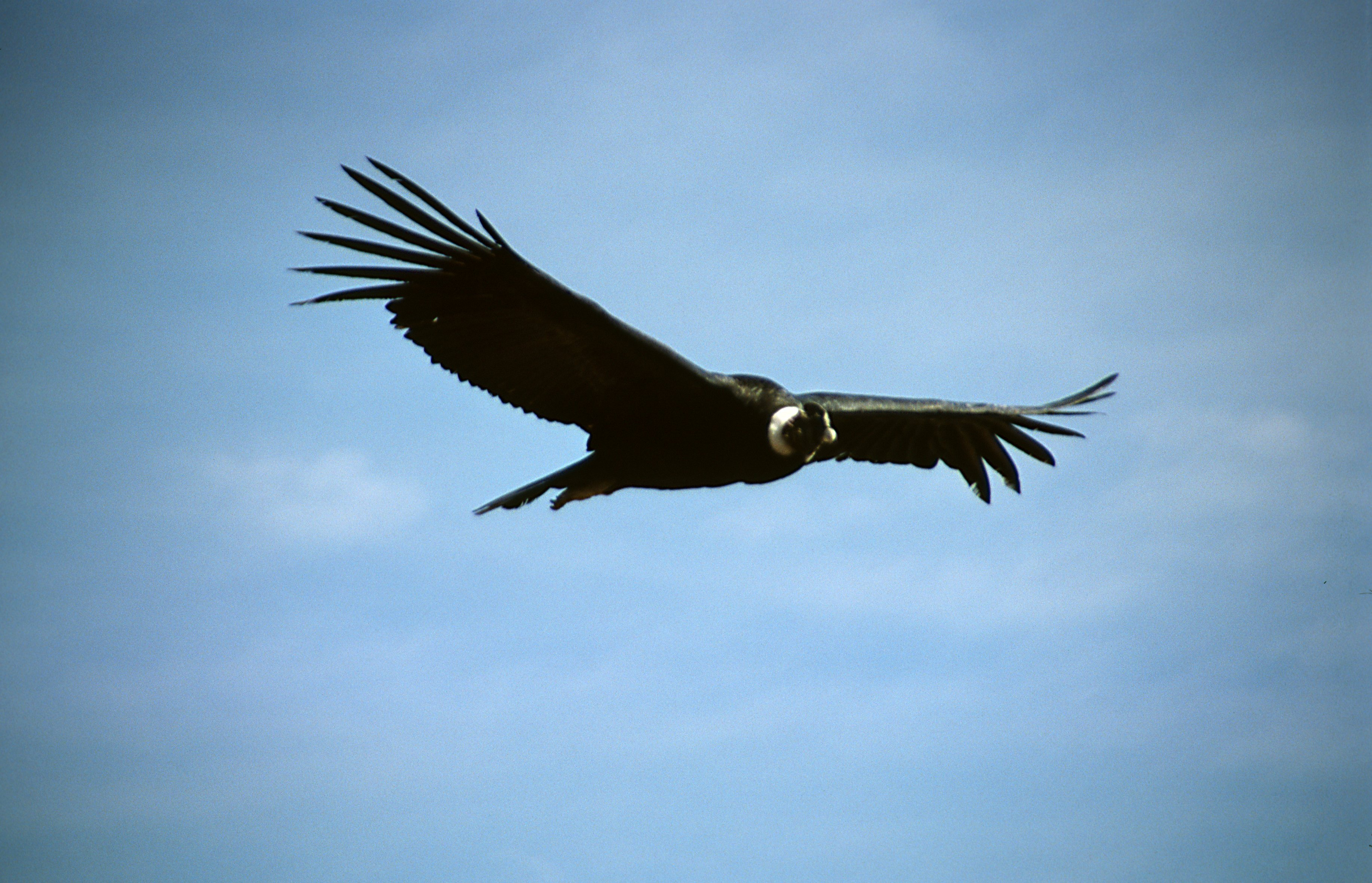
Cóndor sobrevolando el Cañón del Colca.

El cóndor (Vultur gryphus) es una especie de ave de la familia Cathartidae. Es reconocido como el ave voladora más grande y pesada del planeta, y la que mayor superficie alar presenta. Los adultos llegan a medir hasta 142 cm de altura, y entre 270 y 330 cm de envergadura, y pesan de 11 a 15 kg los machos y de 8 a 11 kg las hembras. Es una de las aves que vuela a mayores alturas, utilizando las corrientes térmicas ascendentes verticales de aire cálido para poder trepar con relativa facilidad los 7000 metros; luego puede volar por cientos de kilómetros planeando el territorio casi sin mover las alas extendidas.
Se alimenta de animales muertos, pero no los comen inmediatamente pues una vez localizada la carroña, los cóndores no descienden a comer de manera inmediata sino que se limitan a volar sobre la misma y pueden pasar hasta dos días hasta que se acerquen a su presa para empezar a alimentarse primero de las partes más blandas. En Caylloma se les ve con regularidad en el Cañón del Colca, aunque a decir de los pobladores antes eran más frecuentes. Se desconocen las causas de su descenso poblacional, aunque se ha sugerido la presión antrópica y la fragmentación de sus hábitats.

##### Vicuña
Las vicuñas (Vicugna vicugna) son camélidos pequeños, que pesan entre 40 y 50 kg, y tienen una longitud de 80 cm. Su color es beige (marrón claro rojizo) en el lomo y blanco en la zona ventral y las patas, con variaciones dependiendo de las zonas geográficas donde habitan. Son animales muy territoriales y su organización social se basa en grupos familiares y grupos de animales solteros cuya distribución es muy variable siendo comunes las fusiones y fisiones de los mismos. El número medio de animales por grupo familiar es de un macho, tres a cuatro hembras y dos crías. Estos machos defienden su territorio con peleas.

##### Halcón peregrino
El halcón peregrino (Falco peregrinus) es una especie migratoria que visita Caylloma, aunque en pequeño número. No encuentra en la zona presión que atente contra su existencia, pero no es típica del lugar.

##### Ajoya
Ajoya (nombre en Fulica gigantea) es el nombre quechua de un ave gallinácea de poco vuelo que, a pesar de ser acuáticas, no tienen las patas provistas de la membrana común entre las nadadoras. Es de color negro retinto, con pico amarillo y un apéndice carnoso, a manera de pequeña cresta, en la cabeza. Su tamaño es el de una gallina común.
La connotación que tiene el nombre quechua del Distrito de Ajoyani, en el Perú es debido a la abundancia endémica de esas aves.
Esta especie habita típicamente los humedales de la región alto-andina, preferentemente en las lagunas; anida en medio de ellas o en las orillas de sitios muy alejados. En Caylloma existe una población precaria, especialmente asociada a la laguna del Indio, donde no llega a los 100 individuos.